# Chó Retriever lông nhẵn

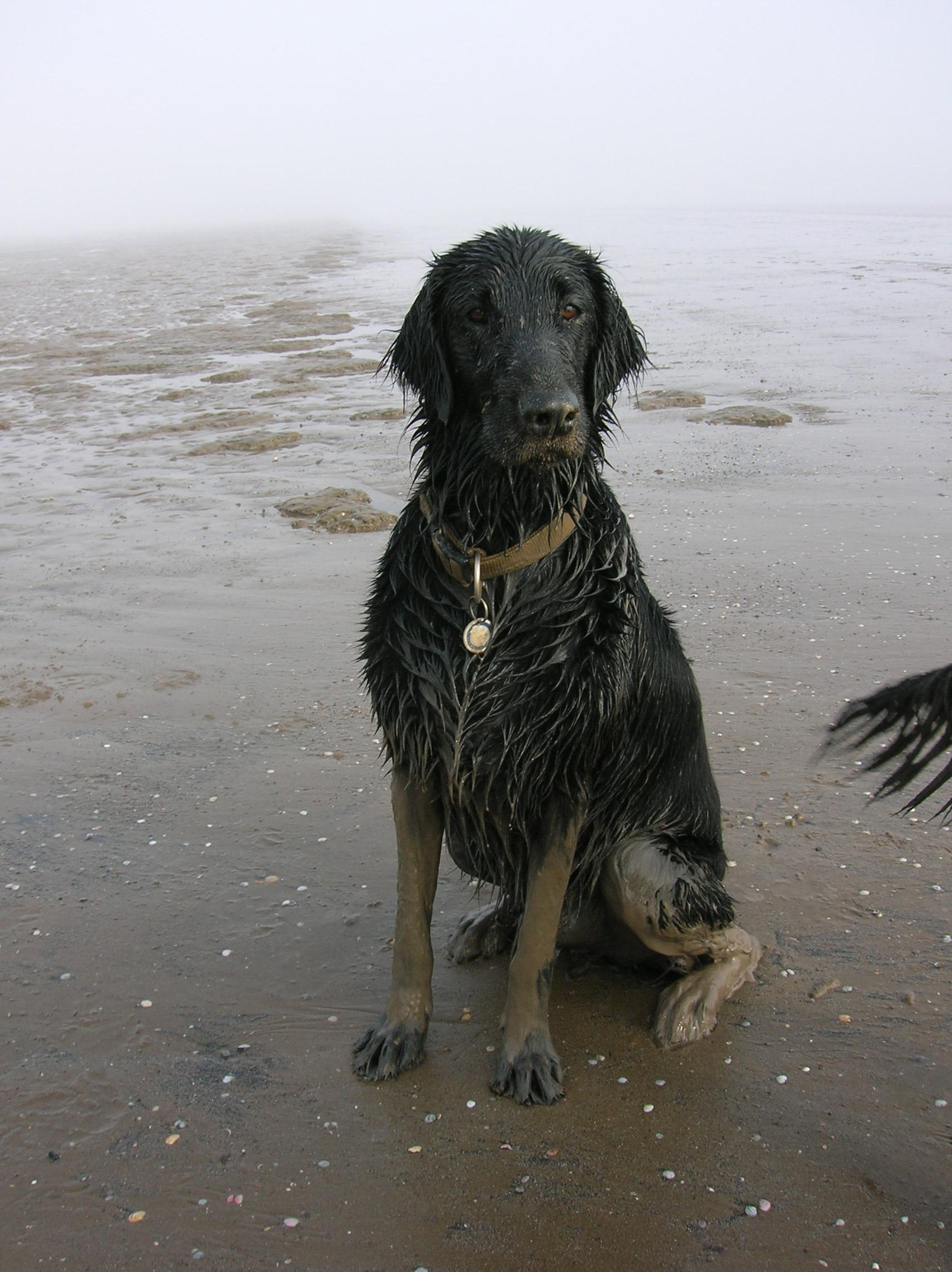
Một con Retriever lông nhẵn đang ướt sũng

Chó Retriever lông nhẵn (tiếng Anh: Flat-Coated Retriever) là một giống chó săn có nguồn gốc từ Anh chúng được phát triển từ nhóm chó Retriever (chó tha mồi, chó nhặt hay chó lội nước) phù hợp với cả địa hình trên đất liền và dưới nước. Chúng được phân nhóm là giống chó săn, chó thể thao AKC. Được công nhận bởi các tổ chức và hiệp hội về chó như CKC, FCI, AKC, UKC, KCGB, CKC, ANKC, NKC, NZKC, CCR, APRI, ACR. Hiện nay, chúng được nuôi để làm giống chó bầu bạn và đồng hành trong gia đình.

## Lịch sử
Chó Retriever lông nhẵn/Flat-Coated Retriever được phát triển vào những năm 1800 bằng việc nhân giống một vài giống chó đã được tạo ra, bao gồm Setter Ái Nhĩ Lan (Irish Setter), Labrador, chó lội nước (Water Dog), và chó Newfoundland của St. John, mặc dù cũng có ý kiến cũng đề cập đến cả loài Collie. Giống chó này khá phổ biến cho đến tận khi bắt đầu Đại chiến Thế giới, nhưng sau đó bị lu mờ dần bởi giống Labrador và Golden Retriever. Labrador and Golden Retriever được chú ý hơn, bởi vì chúng không chỉ là một con chó săn chim tuyệt vời và là tay bơi lội cừ khôi mà còn là một người bạn trung thành của gia đình.
Những con chó này có được trực giác tốt và khả năng đánh hơi tuyệt vời. Flat-Coated Retriever đã từng được sử dụng để tha mồi trên bình nguyên và trong những khu vực nhiều cây to và cây bụi rậm rạp. Chúng là những tay bơi lội tài giỏi và cũng làm việc tốt trong những vùng đầm lầy. Nhiều tài năng của Flat-Coated Retriever như tha mồi, săn thú, theo dấu, canh gác và thi khéo léo. Thỉnh thoảng chúng được ví như Peter Pan của dòng chó Retriever bởi vì chúng không trầm tính mà luôn hiếu động và tính cách như trẻ nhỏ cho tới khi về già. 

## Đặc điểm

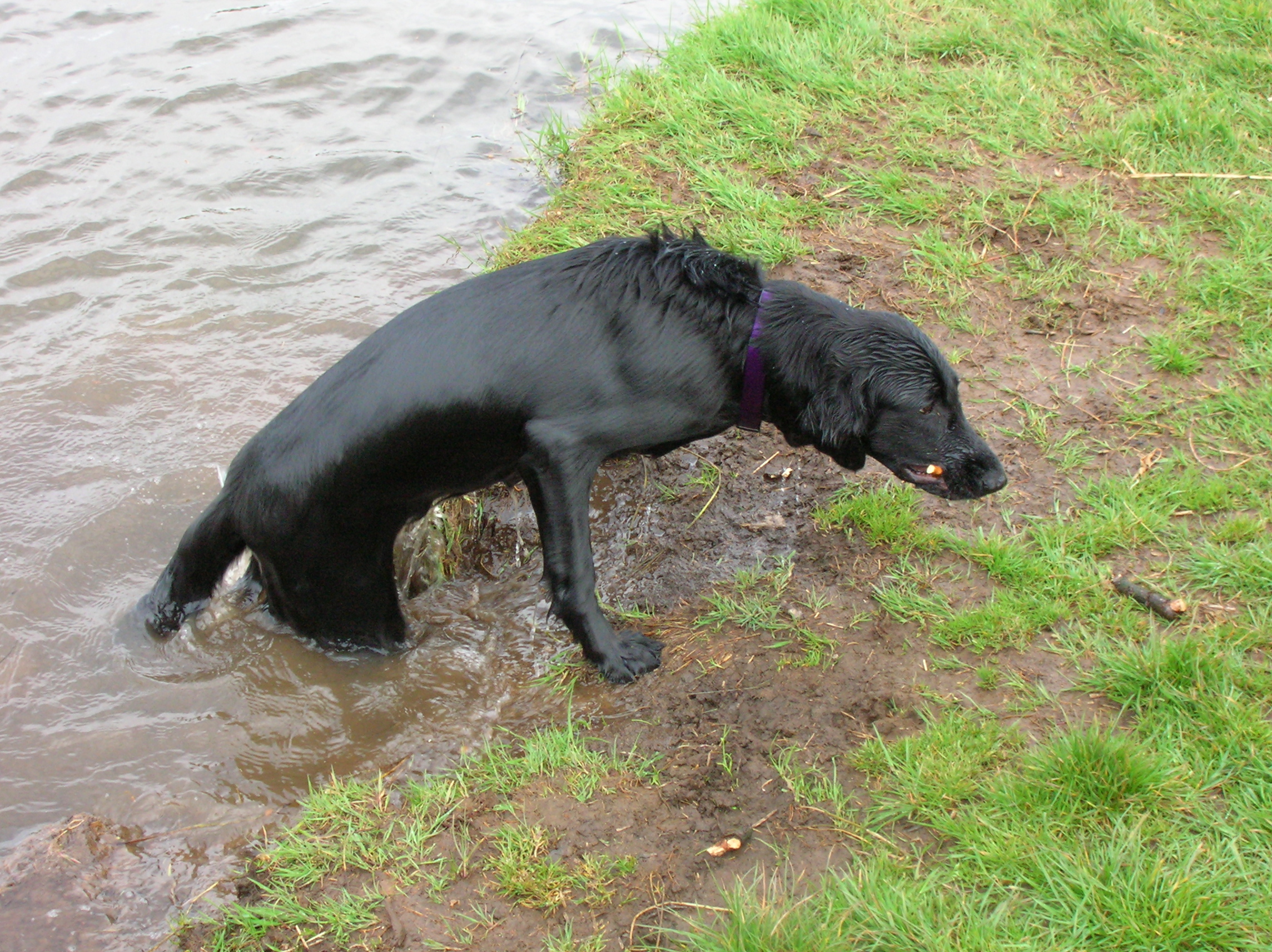
Retriever lông nhẵn đang lội nước

Chó Retriever lông nhẵn/Flat-Coated Retriever là một giống chó tha mồi lông nâu vàng hoặc đen tuyền dày, dài vừa phải, mềm mại, nhẵn thín, đẹp đẽ, thể thao với bốn chân, đuôi và ngực được che phủ bởi lông. Lông chúng có nhiều màu nhưng phổ biến là màu đen. Bộ lông của Flat-Coated Retriever cần được chải hàng tuần, thỉnh thoảng cắt tỉa. Giống chó này rụng lông vừa phải. Đầu thủ dài đẹp và mượt mà, với mõm rộng và mặt hơi gãy. Cặp mắt màu nâu tối hoặc hạt dẻ, với sự biểu cảm thông minh.
Đôi tai của chúng tương đối nhỏ cụp trên đầu thủ. Mũi nên có màu đen phù hợp với màu lông và màu nâu nếu có bộ lông nâu vàng. Ngực rộng và sâu. Lưng ngắn và vuông. Bốn chân săn chắc và bàn chân tròn và khỏe. Chiều cao và trọng lượng của chúng ở tầm trung bình. Chiều cao chúng từ 56–58 cm, nặng tầm 27–32 kg. Tuổi thọ khoảng 10 năm. Bệnh tật cũng là vấn đề của chúng, ung thư thường hay gặp đối với giống chó này. Bệnh loạn sản xương hông, teo võng mạc, CHD, động kinh và tiểu đường đôi khi xảy ra.

## Tập tính
Flat-Coated Retriever rất quý trẻ nhỏ và là một người bạn tốt của hộ gia đình. Nó có một tính cách rất ổn định, tính khí ít thất thường. Thông minh, năng động và thân thiện, giống chó này yêu mến mọi người. Giống chó này có tinh thần cao và ngọt ngào mà yêu thích chơi đùa và tha mồi. Đuôi ve vẩy khi chơi đùa, trông thanh lịch. Chúng rất vui nhộn, tận tâm với tính cách như trẻ nhỏ trong nhiều năm về sau. Nó hiếu động khi ở ngoài trời, nhưng yên lặng khi ở trong nhà.
Giống chó này hòa hợp với xã hội, cần một sự dẫn dắt nhẹ nhàng nhưng chắc chắn từ gia đình chủ nhân. Flat-Coated Retriever hòa thuận với những con chó và giống vật nuôi khác. Giống chó này vâng lời và có khả năng huấn luyện cao, nhưng dễ chán. Duy trì những bài huấn luyện ngắn và vui vẻ, không lặp đi lặp lại nhiều. Cần cho chúng đi dạo hàng ngày để thỏa mãn bản năng dạo chơi, Flat-Coated Retriever mà thèm được đi dạo sẽ thể hiện những dấu hiệu rằng nó đang cần được đi dạo. Phương pháp dẫn dắt phù hợp là cần thiết.
Flat-Coated Retriever không phù hợp với cuộc sống căn hộ. Nó tương đối thụ động trong nhà và sẽ phù hợp nhất nếu có sân rộng vừa phải. Giống này cần được gần với gia đình để sống hạnh phúc. Tốt nhất là cho phép nó ở trong nhà và chơi ngoài trời. Giống chó năng động này cần đi dạo hoặc chạy rong hàng ngày sẽ tốt đối với bản thân nó. Chắc chắn rằng con vật chạy bên cạnh hoặc đằng sau xe đạp của chủ như bản năng mách bảo con chó rằng chủ dẫn đầu và rằng chủ nhân là người chỉ huy. Nó đặc biệt thích thú với những cơ hội săn bắt hoặc bơi lội. Flat-Coated Retriever là một người bạn đồng hành tốt.